# Ханинге (община)
Община Ханинге (на шведски: Haninge kommun) е разположена в лен Стокхолм, централна Швеция с обща площ 464 km2 и население 80 932 души (към 31 декември 2013). Административен център на община Ханинге е град Ханден.